# Паратхэквондо

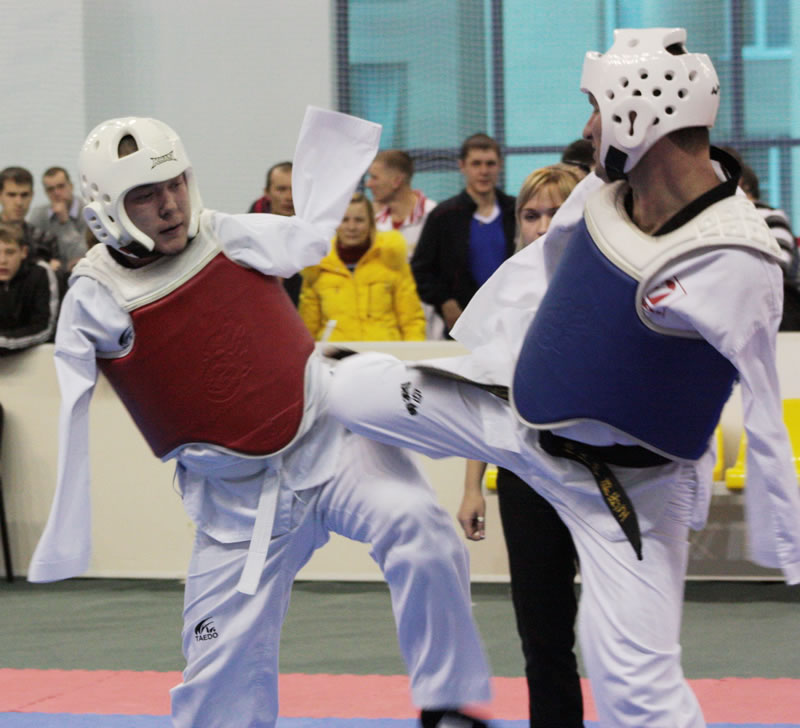
Соревнования по паратхэквондо в России

Паратхэквондо́ (встречаются варианты написания «пара-тхэквондо», «пара тхэквондо») — тхэквондо (вид спорта) для спортсменов-инвалидов с поражением опорно-двигательного аппарата — травмой или отсутствием рук. Правила соревнований, техника, площадка для соревнований, пояса спортсменов — как в обычном тхэквондо. Отличие заключается только в том, что удары в голову запрещаются. Если в обычном тхэквондо разрешается бить ногами в голову, то здесь по правилам бьют только в жилет-корпус.

## История
16 октября 2013 года Всемирная федерация тхэквондо была признана Международным паралимпийским комитетом. 31 января 2015 года было принято решение о включении вида спорта в программу летних Паралимпийских игр 2020 года, которые пройдут в Токио (дисциплина керуги).

## Категории спортсменов в паратхэквондо
В паратхэквондо спортсмены-инвалиды делятся на четыре категории: А-5; А-6; А-7; А-8.
- А-5 — Ампутация обеих конечностей выше локтей;
- А-6 — Ампутация одной конечности выше локтя;
- А-7 — Ампутация обеих конечностей ниже локтей;
- А-8 — Ампутация одной конечности ниже локтя.